# Прэахкхан
Прэахкхан (Преах Кхан Кампонг Свай, кхмер. ព្រះខ័ននៅកំពង់ស្វាយ, или Прасат Бакан, как называют его местные жители) — археологический комплекс, который находится в 100 км к востоку от Ангкора, в провинции Прэахвихеа в Камбодже. Этот комплекс является самым большим религиозным сооружением ангкорского периода, его территория составляет 5 км². Ввиду труднодоступности комплекса, он является одним из наименее посещаемых ангкорских памятников в Камбодже.

## История
О Прэахкхане известно немного. Французские исследователи предполагают, что он был построен в XI веке, возможно, Сурьяварманом I. Комплекс был королевской резиденцией во время правления Сурьявармана II, и даже Джаяварман VII жил здесь, перед тем, как отвоевать захваченный Ангкор у Тьямпы в 1181 году.

## Открытие
Французские исследователи обнаружили храм в конце XIX века, а в 1937 году Виктор Голубев произвел аэрофотосъемку местности, после чего стали понятны реальные размеры комплекса.
Многие знаменитые кхмерские скульптуры — из этого комплекса, как, например, голова Джаявармана VII, экспонирующаяся в Национальном Музее в Пномпене. Скульптуры и резьба из Прэахкхана представляют собой ценнейшие образцы кхмерского искусства, и храмы были частично разграблены некоторыми экспедициями, как, например, экспедицией Луи Делапорта, а в конце 1990-х грабители повредили всё, что осталось.

## Описание
Прэахкхан занимает территорию в 5 км, ориентирован на северо-восток и имеет четыре концентрические ограждения. Он снабжался водой из большого резервуара (барая) в восточной части комплекса размером 2987×518 м, который в настоящее время почти высох. На искусственном острове посредине барая (мебон) находится Преах Тхкол (кхмер. ព្រះថ្កោល) — храм в форме креста с центральной башней, построенный из песчаника. В юго-восточной части — остатки 15-метровой пирамиды храма Преах Дамрэй, с ограждением из латерита и двумя фигурами слонов (дамрэй по-кхмерски слон). Два других слона экспонируются в Национальном Музее в Пномпене и Музее Гиме в Париже.
Внутри внешнего ограждения, в центре западной части барая, находится Прасат Преах Стынг (кхмер. ព្រះស្ទឹង), центральная башня которого имеет четыре лица в байонском стиле, а перед ней — дебаркадер с балюстрадами, украшенными нагами. Дорога, мощеная латеритом, ведет отсюда к внутреннему ограждению размером 701×1,097 м, окруженному рвом и снабженному четырьмя надвратными башнями-гопурами, так же, как и Ангкор-Тхом. Около восточной гопуры находится гостевой дом — дхармасала.
Во внутреннем ограждении находится центральное святилище, стоящее на двухуровневой платформе. Центральная башня обрушилась в 2003 году в результате мародерства. Она имела выходы на все четыре стороны света и окружена галереями с окнами.

## Транспорт
В настоящее время к комплексу можно добраться только с помощью вертолета или на автомобиле повышенной проходимости в сухой сезон. В дождливый сезон храм считается недоступным.